# Nectria pyrrhochlora
Nectria pyrrhochlora är en svampart som beskrevs av Auersw. 1869. Nectria pyrrhochlora ingår i släktet Nectria och familjen Nectriaceae.   Inga underarter finns listade i Catalogue of Life.